# Erlang (Einheit)
Erlang (Erl, erl) ist eine in der Verkehrstheorie verwendete dimensionslose Hilfsmaßeinheit für den Verkehrswert in einem Kommunikationsnetz. Sie wurde auf Vorschlag von David George Kendall nach Agner Krarup Erlang benannt, der als erster die Warteschlangentheorie auf Probleme in der Telefonie anwendete.
1000 Gespräche à 2 Minuten innerhalb einer Stunde sind {\displaystyle {\frac {1000\cdot 2\,\mathrm {min} }{60\,\mathrm {min} }}=33{\frac {1}{3}}\,\mathrm {Erl} }; für ein solches Gesprächsaufkommen wären gemäß Erlang-B-Formel bei einer Blockierwahrscheinlichkeit von 1 % mindestens 45 Nachrichtenkanäle notwendig.
Üblicherweise wird der Verkehrswert in Erlang in der Praxis über einen Beobachtungszeitraum von einer Stunde berechnet. Dementsprechend ist der Verkehrswert bei ununterbrochener Belegung eines Sprachkanals über eine Stunde gleich einem Erlang. Der maximale Verkehrswert wird in der Hauptverkehrsstunde erreicht und gemessen.
Im praktischen Umfeld wird der Verkehrswert, welcher die gewünschte oder angeforderte Belegung darstellt, oft mit der tatsächlichen Belegung gleichgesetzt bzw. verwechselt; die beiden Werte sind jedoch nur identisch, wenn es zu keiner Blockierung kommt, d. h. jeder Teilnehmer erhält seine Leitung, wenn er sie anfragt.
Praktisch angewendet wird die Einheit Erlang z. B. auf dem Statustableau des EWSD, dort gibt sie Auskunft über die Auslastung des Kommunikationsprozessors (CP).

## Berechnungswerte
Der optimale Fall der Belegung wird praktisch kaum erreicht, da die Gesprächsversuche näherungsweise der Erlang-Verteilung folgen. Als Planungsgrundlage beim Aufbau von Netzen gibt es verschiedenen Modelle, um für gegebene Gesprächslasten die Abbruch- bzw. Wartewahrscheinlichkeiten zu berechnen.
Die Erlang-B-Formel beschreibt das Abbruchverhältnis für blockierende Warteschlangen, bei denen ein Zugriff auf eine bereits ausgelastete Ressource zu einem unmittelbaren Abbruch führt. Bei einem Mobilfunkgespräch ist dies der Fall, wenn bei einem Anrufversuch alle Kanäle schon belegt sind und ein Besetztton ertönt, woraufhin der Teilnehmer auflegt.
Die erweiterte Erlang-B-Formel beschreibt ebenfalls blockierende Warteschlangen, wobei jedoch berücksichtigt wird, dass Abbrüche häufig sofortige neue Zugriffsversuche zur Folge haben, wie etwa durch Wahlwiederholung in der Telekommunikation.
Die Erlang-C-Formel beschreibt Warteschlangen mit Warteschleifen, bei denen ein zunächst erfolgloser Zugriff bei voller Auslastung noch eine gewisse Zeit in der Warteschleife verharrt, bis ihm die gewünschte Ressource zugeteilt werden kann oder es zu einem Abbruch kommt. Dieses Modell wird unter anderem zur Berechnung der Kapazität von Callcentern eingesetzt.
Die o. g. Formeln gehen von einem bekannten Verkehrswert für eine einzelne Ressource (einen Funkkanal, eine Amtsleitung) aus und erlauben die Berechnung des Verkehrswertes für ein größeres Bündel an Ressourcen (mehrere Funkkanäle, mehrere Verbindungsleitungen).